# Шевенман, Жан-Пьер
Жан-Пьер Шевенма́н (фр. Jean-Pierre Chevènement; род. 9 марта 1939, Бельфор, Франция) — французский левый политик, один из основателей современной Социалистической партии, основатель и первый президент (ныне имеет статус почётного председателя) «Республиканского и гражданского движения» (фр. Mouvement Républicain et Citoyen, изначально носившего название «Движение граждан»). Кандидат в президенты Франции в 2002 году.

## Биография
Родился 9 марта 1939 года в Бельфоре в семье учителей-выходцев из Швейцарии (кантон Фрибур). Окончил Институт политических исследований в 1960 году, затем одну из самых престижных высших школ Франции, Национальную школу администрации (ENA) (1965), прошёл курс изучения немецкого языка в Венском университете.
После ENA служил офицером в военной школе Шершелль; с апреля 1962 года в чине младшего лейтенанта был заместителем начальника канцелярии префекта Орана и отвечал за военные связи префекта во время событий июля 1962 года, а затем при французском посольстве до июля 1963 года.
Работал атташе и коммерческим советником в министерстве экономики и финансов Франции (1965—1973). Коммерческий советник в Джакарте (Индонезия) в 1969 году.
Член Социалистической партии Франции с декабря 1964 года. В январе 1966 года стал одним из основателей Центра социалистических исследований (CÉRÈS). В 1969—1970 годах — политсекретарь организации ФСП г. Парижа. В 1971—1975 и 1979—1980 годах — национальный секретарь ФСП. Выходец из левого голлистского крыла в ФСП.
Автор программы ФСП «Изменить жизнь» (1972) и «Социалистического проекта» (1980), один из авторов «Общей программы» «Союза левых» (1972).
Депутат парламента в 1973—1997 и с 2000 года. Первый зам (1977—1983) и мэр г. Бельфор в 1983—1997 и 2001—2007 годах, региональный советник региона Франш-Конте в 1974—1988 годах.

## Деятельность на посту министра внутренних дел
4 июня 1997 года назначен министром внутренних дел в правительстве Л. Жоспена. На этом посту вёл классическую левую политику защиты прав нарушителей закона и жёсткого контроля за действиями силовиков.
Запомнился, в частности, своим приказом от 24 июня 1997 года, который привёл к легализации 100 000 нелегалов-африканцев (из 140 000 заявлений).
При нём были также приняты два знаковых закона: закон от 11 мая 1998 года о правах иностранцев и закон о межобщинности от 12 июля 1999 года. Последний закон стал «значительным фактором повышения ставок местных налогов во Франции». Закон о правах иностранцев стал более мягким, чем существовавший до него «закон Паскуа-Дебре», принятый в 1986 году правительством Ж. Ширака.
2 сентября 1998 года был прооперирован из-за камней в жёлчном пузыре. Плохо перенёс анестезию из-за выявившейся аллергии. Был погружён в кому на восемь дней, вышел из больницы только 22 октября и четыре месяца не исполнял обязанностей министра.
Занял особую позицию в правительстве по вопросу войны в Косово, защищая права сербского населения; по вопросу подписания Европейской хартии региональных языков и по вопросу проблем Корсики. Говоря в 2008 году о признании независимости Республики Косова, утверждал, что данный акт — «это тройная вина»: вина перед историей, поскольку страна никогда не была независимой; вина против права из-за войны, развязанной НАТО в 1999 году с игнорированием принципов международного права, и вина перед «единой Европой». Он также неоднократно заявлял, что сербы не должны платить за проступки Слободана Милошевича и что разоружение Армии освобождения Косова является обязательным.
29 августа 2000 года ушёл в отставку с поста, протестуя против правительственных планов относительно будущего Корсики и так называемых «Матиньонских соглашений», согласно которым намечались соглашения с корсиканскими и канакскими националистические движения, не дожидаясь их отказа от применения насилия.
На посту министра обороны твёрдо высказывался за дальнейшее развитие и укрепление ядерных сил Франции. Всегда был сторонников воинской повинности. «Я намерен продолжать усилия, направленные на модернизацию французских сил сдерживания, и создавать возможность для наших вооружённых сил принять технологический вызов 2000 года. Способность к сдерживанию и дело мира — это одно и то же».
Отказался от участия в третьем правительстве П. Моруа, чтобы противостоять либеральному повороту ФСП. Подал в отставку с поста министра обороны 29 января 1991 года, чтобы выступить против колониальной войны США против Ирака. В июле 1992 года покинул руководство ФСП с целью агитации против Маастрихтского договора. 30 августа 1992 года основал Движение Граждан, а в апреле 1993 года ушёл в отставку. Затем преобразовал ДГ в политическую партию и стал её главой.
В 1995 году призвал голосовать за Лионеля Жоспена в первом туре президентских выборов, а в 1997 году вступил в правительство левых, чтобы попытаться дать ему республиканское крыло. Как министр внутренних дел старался навязать развёрнутую политику доступа к гражданству, создал Дирекцию городской полиции (La Direction de la police urbaine de proximité — DPUP) и дал новый импульс межобщинному сотрудничеству. 29 августа 2000 года подал в отставку и с этого поста, выступая против процесса, направленного на предоставление Корсике законодательной власти.
В 2000 году, после частичных выборов в законодательные органы вновь стал депутатом от Бельфора.

## Участие впрезидентских выборах 2002 года
4 сентября 2001 выдвинулся кандидатом в президенты Франции. Как кандидатне позиционировал себя ни правым, ни левым, выбрав себе лозунг «Над правыми и левыми есть Республика» — и получив поддержку правых сторонников (роялистов, бывших сторонников Жана-Мари Ле Пена и сторонников независимой национальной власти и государственного контроля внешней торговли), социалистов, а также близких к крайне левым. Среди поддержавших его были, в частности, Пьер-Мари Галлуа, Режис Дебре и Макс Галло. Он выступал за секуляризм, критически относился к европейской интеграции и альянсу с США. Одно время по опросам занимал третье место однако в итоге набрал в первом туре 5,33 % (1 518 901 голосов), заняв шестое место из 16 кандидатов. Его кандидатура была представлена в качестве объяснения неудачи в первом туре кандидата ФСП Лионеля Жоспена.

## Дальнейшая деятельность
В мае 2002 года его MDC объединился с «Республиканским полюсом» в преддверии парламентских выборов, запланированных на следующий месяц, в ходе которых он потерял депутатское место, проиграв кандидату от правых республиканцев. Затем это политическое объединение получило название «Республиканское и гражданское движение» (РГД), главой которогo он был с 2008 по 2010 год и почётным президентом — с 2003 по 2008 и с 2010 по 2015 год. На региональных выборах 2004 года РГД в нескольких регионах объединилась в блок с ФСП и ФКП и получила 15 мест.
В политических дебатах высказывался в поддержку отрицательного голосования на французском референдуме по договору о создании конституции Евросоюза. В итоге против высказалось 54,67 % голосовавших. В 2007 году выступил против лиссабонского договора, который являлся «упрощённым вариантом» договора 2004 года.
6 ноября 2006 года объявил о выдвижении своей кандидатуры на президентских выборах 2007 года, однако уже в следующем месяце, после достижения политического соглашения между РГД и ФСП, в котором приоритет отдавался экономическому возрождению и давалась возможность РГД получить своих представителей в Национальном собрании в связи с предстоящими парламентскими выборами, отказался от участия. Во время предвыборной кампании занимал активное место в команде Сеголен Руаяль (проиграла, получив 25,87 % голосов в 1-м туре и 46,94 % во 2-м). На последовавших парламентских выборах ему не удалось получить депутатский мандат. Ушёл в отставку с поста мэра после этого поражения, но сохранил пост главы агломерации Бельфор до 2008 года.
С 2008 по 2014 год был сенатором от Бельфора и заместителем председателя комитета Сената по иностранным делам, обороне и вооружённым силам. На региональных выборах 2010 года вновь заключил союз с ФСП и ФКП и получил уже 19 мест в местных собраниях.
5 ноября 2011 года вновь объявил о своём участии в президентских выборах, но 1 февраля 2012 года снял свою кандидатуру, поддержав Франсуа Олланда.
23 октября 2012 года, после победы Ф. Олланда на выборах, назначен спецпредставителем по России в рамках «экономической дипломатии» МИД Франции. В связи с этим в сентябре 2014 года едет в Россию для переговоров об улучшении отношений между Парижем и Москвой после санкций, введённых Евросоюзом после украинского кризиса. 4 ноября 2017 года был награждён российским орденом Дружбы «за усилия по укреплению мира, дружбы и взаимопонимания между народами». Тогда же заявил: «укрепляя все области сотрудничества между Францией и Россией, мы служим созданию лучшей Европы, балансу и миру в Европе».
13 июня 2015 года вышел из РГД после неудачных переговоров с Николя Дюпон-Эньяном, главой партии «Вставай, Франция!» (евроскептики, голлисты и правоцентристские популисты). Объявил об организации учебных проектов, объединивших бы правых и левых патриотов и республиканцев.
В августе 2016 года президент Олланд назначил его главой существующего с 2005 года «Фонда произведений ислама во Франции» (Fondation des œuvres de l’islam de France), против чего выступил ряд политиков, посчитавших такую меру «чрезмерной», «особо опекающей мусульманскую культуру» и «неуместной для христианина».
В ходе президентской кампании 2017 года резко выступал как против Марин Ле Пен, так и против Э. Макрона. Однако после избрания Э. Макрона остался на постах спецпредставителя по России и президента Фонда произведений ислама Франции.
Президент Фонда Res Publica с 2004 года и глава Современного Республиканского клуба.
Автор более 20 книг. Его книга — «1914—2014: Европа выходит из истории?» (2013; русский перевод 2015) посвящена проблемам Евросоюза, к которому автор относится с определённым скепсисом, отстаивая значение национальных государств Европы для демократии.

## Политическая карьера

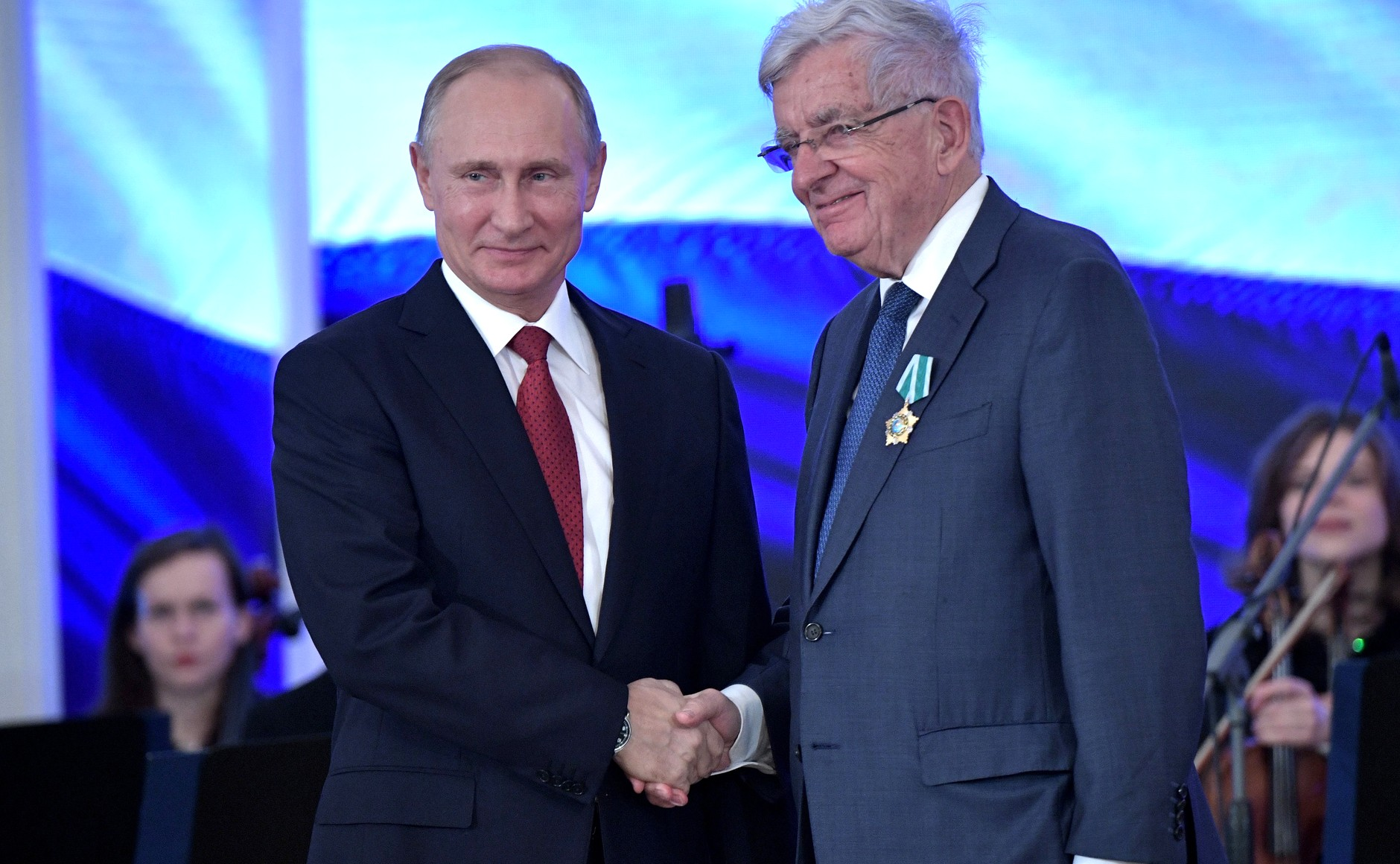
Награждение Орденом Дружбы.
Москва, Кремль, 4 ноября 2017 года

- С 1973 по 2002 — депутат Национального собрания
- С 1981 по 1983 — министр научных исследований и технологии и министр промышленности
- С 1982 по 2007 — мэр Бельфора
- С 1984 по 1986 — министр национального образования
- С 1988 по 1991 — министр обороны
- С 1997 по 2000 — министр внутренних дел

## Политические взгляды
Жёсткий противник любых ограничений суверенитета Франции, поэтому выступает против федералистского государственного строительства Евросоюза. Регулярно высказывается против Маастрихтского договора 1992 года. Сожалеет о том, что Франция не обладает большей независимостью в вопросах валюты, внешней торговли, финансовых потоков, а также, в более общем плане, о подчинении французского права праву Евросоюза.
«Движение жёлтых жилетов» характеризует как «кризис демократии, иллюстрирующий разрыв между элитами и народными классами». «Восстание народных классов происходит уходит корнями в выбор 30-летней давности в пользу, например, европейского акта о единстве и полномочий Европейской комиссии, влияющих на движение капитала».
Всегда выступал и выступает против реинтеграции Франции в состав объединённого командования НАТО, видя в этом угрозу подчинения внешней политики страны американской. Скептически относится к европейской роли ФРГ, считая Германию плацдармом" американской империи.
Противник любой идеи регионализма, идущей в направлении большей децентрализации и автономии для французских регионов, в частности, резкий противник корсиканских идей автономии и, тем более, независимости.
Сторонник сохранения ядерного потенциала Франции, а также на сокращения выбросов парниковых газов, которые, по его мнению, являются реальной угрозой.
Экономически выступает против «финансового капитализма». Считает, что социалистическая партия придерживалась «неолиберальной глобалистской догмы», которую он отвергает. Считает, что политика спасения евро в рамках долгового кризиса, является политикой жёсткой экономии, ведущей к рецессии и выступает за более гибкую финансовую политику в рамках Евросоюза. Высказывается за повышение заработной платы в сочетании с курсовой политикой, направленной на снижение курса евро. Кроме того, выступает сторонником «разумной» политики протекционизма и реиндустриализации Франции. По его мнению, невозможно сохранить сильные государственные службы и систему социальной защиты без прочной производственной базы.
Противник легализации наркотиков, системы общественного видеонаблюдения и закона о защите авторских прав в интернете.
В области образования предлагает сделать упор на подготовку учителей, начальную школу и высшее образование. Государственная школа, по его мнению, должна основываться на ценностях передачи и авторитета от учителя к ученику, а также на труде и равных возможностях.
Сторонник строгой секуляризации, ограничивающей религию только частной сферой.
Высказывается за дальнейшую интеграцию иммигрантов, их культурную ассимиляцию с сохранением языков и традиций (в противовес коммунитаризму), считая, что это сделает единую и неделимую нацию устойчивой и является противником позитивной дискриминации.

## Семья
29 июня 1970 года женился на Нисе Грюнберг (1944 г.р.), живописце и скульпторе. У них два сына: Рафаэль (сценарист, режиссёр и журналист) и Жан-Кристоф.

## Книги
- Анархия или мандарины буржуазного общества (1967, в соавторстве)
- Социализм или социал-посредственность (1969, в соавторстве)
- Старое, кризис и новое (1975)
- Военная служба. Лицом к лицу с П. Месмером (1977)
- Быть социалистом сегодня (1979)
- Социализм и Франция (1983, в соавторстве)
- Ставка на интеллект (1985)
- Учимся начинать (1985)
- Некоторое представление о Республике приводит меня к… (1992)
- Время граждан (1993)
- Зелёный и чёрный. Интегризм, нефть, доллар (1995)
- Франция-Германия. Давайте говорить откровенно (1996)
- Маастрихт. Досадная ошибка (1997)
- Республика против здравомыслящих (1999)
- Республика берёт маки (2001, в соавторстве)
- Смелость решения (2002)
- Проблемы республиканцев (2004)
- За Европу не голосуйте! (2005)
- Ошибка М. Моне (2006)
- Франция закончилась? (2011, Премия за лучшую политическую книгу—2011)
- Выход Франции из тупика (2011)
- 1914—2014, Европа выходит из истории? (2013)
- Вызов цивилизации (2016)
- Страсть Франции (2019)

## Награды
- Командор ордена Почётного легиона (13 июля 2022 года)[33]
- Орден Звезды Румынии 2-й степени (гранд-офицер).
- Орден Дружбы (Россия, 21 августа 2017 года) — за заслуги в укреплении дружбы и сотрудничества между народами, плодотворную деятельность по сближению и взаимообогащению культур наций и народностей[34].